# Trinidad Legarda
Trinidad Legarda (Cuyo, 28 maart 1899 - 2 februari 1998) was een Filipijns diplomate, maatschappelijk leider en voorvechter van vrouwenstemrecht in de Filipijnen.

## Biografie
Trinidad Legarda werd geboren op 28 maart 1899 in Cuyo in de Filipijnse provincie Palawan. Ze was het achtste kind van veertien kinderen van politicus Clemente Fernandez en zakenvrouw Vicenta Rodriguez. Op haar twaalfde werd ze naar Manilla gestuurd, waar ze begon aan een middelbare schoolopleiding aan de Philippine Normal School. Ze maakte deze opleiding echter niet af en keerde terug naar haar geboorteplaats Cuyo waar ze drie jaar lang lesgaf op een openbare lagere school. 
In 1916 kreeg ze een baan aangeboden als uitvoerend secretaris van de Philippine Woman’s Club. In de tien jaar dat ze deze functie bekleedde reisde ze door het land om lokale clubs op te zetten. In 1921 werden al deze lokale clubs verenigd in de National Federation of Women’s Clubs. Ook was ze in deze periode betrokken bij het opzetten van kleuterklassen en van centra voor de verzorging van jonge kinderen. In deze periode wist ze tevens haar middelbare school af te ronden en behaalde ze in 1925 een diploma Liberal Arts aan de University of the Philippines. Een jaar voor haar afstuderen was ze bovendien de schoonheidskoningin op de Manila Carnival, een jaarlijks festival in de periode 1908 tot 1939. In 1925 trouwde ze met Benito Legarda IV, een kleinzoon van Benito Legarda. Toen ze een jaar later in verwachting was van haar eerste kind, stopte ze, zoals toen gebruikelijk met, haar baan om huisvrouw te worden.
Nadien zette ze zich in voor diverse goede doelen en was ze actief in de cultuursector. Zo was ze een van de oprichters en president (1933 tot 1958) van de Manila Symphony Society, een organisatie die fondsen wierf voor campagnes om tuberculose en lepra tegen te gaan. Ook steunde deze organisatie het Manila Symphony Orchestra. Tijdens de Tweede Wereldoorlog zette ze het General Geronimo Convalescent Home op, een hersteloord voor zieke oorlogsveteranen en vrouwen en kinderen die door de oorlog hun partner of ouders hadden verloren. 
Na de bevrijding van de Filipijnen door de Amerikanen werd Legarda gekozen tot Filipijns afgevaardigde op de International Assembly of Women in New York in 1945. Nadien was ze Filipijns vertegenwoordiger op een hele reeks van dergelijke conferenties en bijeenkomsten voor vrouwenrechten, maar ook andersoortige bijeenkomsten zoals conferenties voor sociaal werk. Ze was ook de Filipijnse vertegenwoordiger op de Algemene Bijeenkomst van UNESCO in 1954 in Uruguay. Van 1946 tot 1952 was Legarda president van de National Federation of Women’s Clubs, die na de oorlog weer helemaal opnieuw opgebouwd moest worden. De Federatie zette zich onder meer in voor gedeelde keukens in sloppenwijken, opende naaiklassen voor meisjes en kinderopvangplekken, zodat moeders konden gaan werken. Ook organiseerde Legarda eerste-hulpklassen voor meisjes. 
Bij de verkiezingen van 1949 deed ze als een van de weinige vrouwen mee aan de Senaatsverkiezingen. Ze eindigde op de elfde plek, onvoldoende voor een van de acht beschikbare Senaatszetels. In 1958 werd Legarda als eerste vrouw uit de Filipijnse geschiedenis benoemd tot ambassadeur. Ze diende als ambassadeur in Zuid-Vietnam en volgemachtigde in Cambodja en Laos van 1958 tot 1962.
In 1966 werd ze door president Ferdinand Marcos onderscheiden met een Medal of Merit voor "ingespirerend, verlichtend en totaal toegewijd leiderschap bij het gevecht van de Filipijnse vrouw voor vrouwenkiesrecht".
Legarda overleed in 1998 op 98-jarige leeftijd. Ze was van 1925 tot zijn overlijden in 1973 getrouwd met Benito Legarda IV en kreeg met hem drie kinderen, waarvan er twee de volwassen leeftijd bereikten. Hun oudste kind Benito Legarda jr. was een bekend historisch schrijver.